# Communauté d’agglomération de Saint-Omer
Die Communauté d’agglomération de Saint-Omer war ein französischer Gemeindeverband mit der Rechtsform einer Communauté d’agglomération im Département Pas-de-Calais in der Region Hauts-de-France. Der Verwaltungssitz befand sich im Ort Longuenesse.

## Historische Entwicklung
Am 20. November 1962 schlossen sich die Gemeinden Saint-Omer und Longuenesse zu einem District Urbain zusammen, dem nach und nach weitere Gemeinden beitraten: Saint Martin au Laert 1965, Arques, Blendecques, Campagne-lès-Wardrecques, Clairmarais, Hallines, Helfaut, Tatinghem und Wizernes 1966, Salperwick 1970, sowie Éperlecques, Houlle, Moringhem, Moulle, Serques und Tilques 1972.
1972 wurde aus dem District Urbain der District de la Région de Saint-Omer, später dann die Communauté d’agglomération de Saint-Omer (CASO)
Sie bestand zuletzt aus 25 Gemeinden. Am 1. Januar 2017 wurde der Gemeindeverband mit
- Communauté de communes du Canton de Fauquembergues,
- Communauté de communes de la Morinie und
- Communauté de communes du Pays d’Aire

zur Communauté d’agglomération du Pays de Saint-Omer zusammengeschlossen.

## Ehemalige Mitgliedsgemeinden
1. Arques
2. Bayenghem-lès-Éperlecques
3. Blendecques
4. Campagne-lès-Wardrecques
5. Clairmarais
6. Éperlecques
7. Hallines
8. Helfaut
9. Houlle
10. Longuenesse
11. Mentque-Nortbécourt
12. Moringhem
13. Moulle
14. Nordausques
15. Nort-Leulinghem
16. Racquinghem
17. Saint-Martin-lez-Tatinghem (Commune nouvelle)
18. Saint-Omer
19. Salperwick
20. Serques
21. Tilques
22. Tournehem-sur-la-Hem
23. Wardrecques
24. Wizernes
25. Zouafques